# 圣克里斯托夫 (滨海夏朗德省)
圣克里斯托夫（法語：Saint-Christophe，法語發音：[sɛ̃ kʁistɔf]）是法国滨海夏朗德省的一个市镇，位于该省北部偏西，属于拉罗谢尔区。

## 地理
圣克里斯托夫（46°8'43"N, 0°56'48"W）面积13.64 平方千米，位于法国新阿基坦大区滨海夏朗德省，该省份为法国西部滨海省份，北起旺代省，西临大西洋，南至吉倫特省，东南接多爾多涅省，东北接德塞夫勒省接壤，东临夏朗德省。
与圣克里斯托夫接壤的市镇（或旧市镇、城区）包括：艾格尔弗耶多尼、阿奈、克拉韦特、拉雅里、圣梅达尔多尼斯、维尔松。

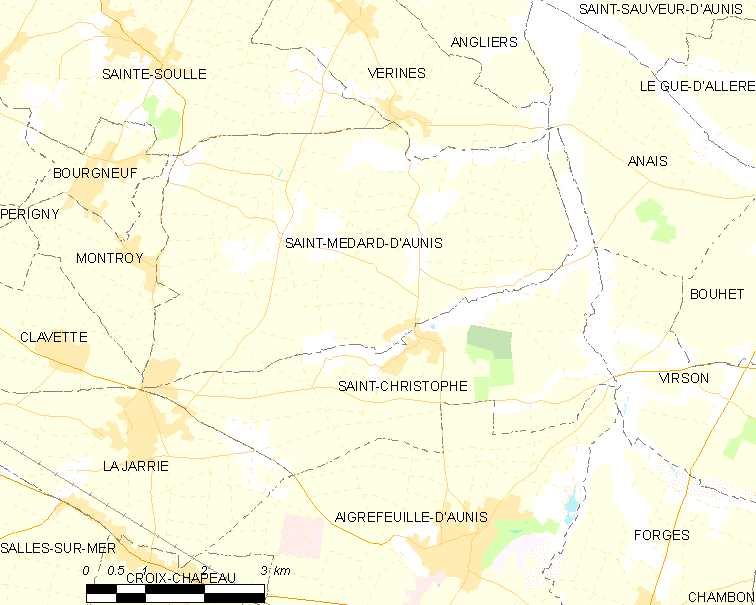
的OSM定位图

圣克里斯托夫的时区为UTC+01:00、UTC+02:00（夏令时）。

## 行政
圣克里斯托夫的邮政编码为17220，INSEE市镇编码为17315。

## 政治
圣克里斯托夫所属的省级选区为拉雅里县。

## 人口

1962-2008年间人口变化图示

圣克里斯托夫于2022年1月1日时的人口数量为1405人。